# La famiglia Holvak
La famiglia Holvak (The Family Holvak) è una serie TV in 10 episodi trasmessi per la prima volta nel corso di una sola stagione nel 1975. È basata sul romanzo Ramey di Jack Ferris.

## Trama
La serie è incentrata sulla famiglia di Tom Holvak, un reverendo negli Stati Uniti della grande depressione.

## Personaggi
- reverendo Tom Holvak (10 episodi, 1975), interpretato da	Glenn Ford.
- Elizabeth Holvak (10 episodi, 1975), interpretata da	Julie Harris. moglie del reverendo.
- Craw (2 episodi, 1975), interpretato da	David Carradine.
- Ham (2 episodi, 1975), interpretato da	Michael Conrad.
- Ida (2 episodi, 1975), interpretata da	Cynthia Hayward, aiutante del reverendo.
- Shorty (2 episodi, 1975), interpretato da	James Jeter.
- Harv Jennings (2 episodi, 1975), interpretato da	Andrew Prine.
- Ellen Baldwin (2 episodi, 1975), interpretata da	Cristina Raines.
- Ramey Holvak, interpretato da	Lance Kerwin, figlio del reverendo.
- Julie Mae Holvak, interpretata da	Elizabeth Cheshire, figlia del reverendo.
- Chester Purdle, interpretato da	Ted Gehring, un negoziante.
- Jim Shanks, interpretato da	William McKinney, un poliziotto.

## Produzione
La serie fu prodotta da Universal TV.

### Registi
Tra i registi della serie sono accreditati:
- Alf Kjellin (2 episodi, 1975)
- John Newland (2 episodi, 1975)
- Ralph Senensky (2 episodi, 1975)
- George Sherman (2 episodi, 1975)

## Distribuzione
La serie fu trasmessa negli Stati Uniti nel 1975 sulla rete televisiva NBC. 
In Italia è stata trasmessa con il titolo La famiglia Holvak.

## Episodi
| Stagione       | Episodi | Prima TV USA |
| -------------- | ------- | ------------ |
| Prima stagione | 10      | 1975         |